# I’m ’n Luv (wit a Stripper)
T-Pain amerikai R&B énekes második kislemeze a Rappa Ternt Sanga című albumáról.Az eredeti verzióban társelőadóként szerepel a számban Mike Jones, aki a rap versszakot énekli.A szám nagy siker volt: a Billboard Hot 100-on az 5. helyig jutott.
A szám remixében több rapper is közreműködött(Twista, Paul Wall, Pimp C, R.Kelly, MJG, Too Short), aminek a címe I'm In Love With A Stripper(pt.2).